# Literatura sowizdrzalska
Literatura sowizdrzalska – typ literatury polskiej z końca XVI i 1 poł. XVII wieku, którego immanentną cechą była humorystyka oparta na absurdzie, parodii, karnawalizacji świata przedstawionego, przywołująca obrazy typowe dla wizji „świata na opak”, posługująca się często językiem obscenicznym i rubasznym. Twórcą terminu „literatura sowizdrzalska” był Aleksander Brückner.

## Twórcy
Badacze nie są zgodni co do proweniencji autorów tekstów zaliczanych do literatury sowizdrzalskiej. Część przychyla się do poglądu, że wywodzili się ze środowiska małopolskich klechów i rybałtów, tzn. nauczycieli szkół parafialnych, przede wszystkim z okolic Krakowa. Pochodzili oni z niższych warstw społeczeństwa. Niektórzy badacze wskazują na szlacheckie pochodzenie autorów, dla których funkcje klechy czy plebana wiejskiego były poniżej życiowych aspiracji. Julian Krzyżanowski wypośrodkował powyższe opinie stwierdzając, iż:

literatura sowizdrzalska, zbyt pochopnie uznana za wytwór bakałarzy podgórskich, okazuje się dziełem sporego zespołu ludzi bardzo różnych, pochodzenia zarówno mieszczańskiego, jak drobnoszlacheckiego, świeckich i duchownych, bakałarzy i wykolejonych dworzan magnackich.

Autorzy utworów zaliczanych do literatury sowizdrzalskiej wydawali je anonimowo lub pod pseudonimami. Wydaje się, że posługiwanie się pseudonimami stanowiło element parodii, nie było natomiast rezultatem obaw przed represjami ze strony władz kościelnych.

## Wydania
Pierwsza polska książka o Sowizdrzale, zatytułowana Sownociardłko, ukazała się ok. 1530-1540 w Krakowie w drukarni Hieronima Wietora. Od drugiego wydania (przed lub w 1547) dzieło tytułowane było Sowiźrzał, a w kolejnych wydaniach także Sowizdrzał. Anonimowy przekład oparty był na niemieckim pierwowzorze Ein kurtzweilig Lesen von Dyl Ulenspiegel, opublikowanym również anonimowo w roku 1510/11. Historia Dyla Sowizdrzała cieszyła się w Polsce dużą popularnością. Wydania z XVI w. zostały prawie całkowicie zaczytane. Dzieło było wielokrotnie wznawiane w XVII i XVIII w.

## Cechy charakterystyczne
Cechami charakterystycznymi tekstów należących do korpusu literatury sowizdrzalskiej są:
- satyryczny atak na podstawowe wartości propagowane przez kulturę oficjalną. Ośmieszano m.in. mit „szczęśliwości ziemiańskiej”, przeciwstawiając go praktyce życiowej członka niższej warstwy społeczeństwa oraz wykpiono mit rycerski, obecny w literaturze szlacheckiej, przez aprobowanie negatywnie odbieranych postaw obyczajowych (np. żołnierz-tchórz)[7].
- realizacja koncepcji „świata na opak” w budowie świata przedstawionego oraz w warstwie językowej. W „świecie na opak” królują adynata kłócące się ze zdrowym rozsądkiem i obowiązującymi normami moralnymi, obyczajowymi, prawnymi; wywrócono w nim naturalny porządek rzeczy i wyzwolono wyobraźnię. Kierują nim jednak określone prawa. Wszystko bowiem w tym świecie przyjmuje wymiary i proporcje odwrotne niż w rzeczywistości: niemożliwe okazuje się łatwe do zrealizowania, małe przybiera rozmiary monstrualne – i na odwrót. W warstwie językowej wizja „świata na opak” realizuje się w nazewnictwie humorystycznym, obecnym zwłaszcza w pseudonimach sowizdrzalskich oraz w przekręceniach językowych, głównie w kierunku obscenicznym i wulgarnym. Językowej deformacji podlegały m.in. przysłowia i związki frazeologiczne, które autorzy pojmowali dosłownie[8].
- parodiowanie popularnych gatunków literackich. Do najchętniej parodiowanych tekstów należały kalendarze, listy nowiniarskie, statuty, uniwersały, sejm, synody[9].
- kreacja bezosobowego adresata przejawiająca się w zamieszczaniu na kartach tytułowych dedykacji "dla wszystkich"[10].

## Utwory
Niektóre utwory zaliczane przez badaczy do „literatury sowizdrzalskiej”
- Ludycje wieśne (1543)
- Tragedia żebracza (przed 1551)
- Wyprawa plebańska (1590)
- Nowy Sowiźrzal abo raczej Nowyźrzal (1596) w wariancie wydanym w 1614 r. jako Sowiźrzal nowy abo raczej Nowyźrzal oraz Fraszki Sowirzala nowego (1614)
- Albertus z wojny (1596)
- Potkanie Jannasa z Gregoriasem klechą (l598)
- Carmen polsko-latinum cechu pijackiego (1600)
- Minucje Sowiźrzalowe A i B[12] (ok. 1605)
- Synod klechów podgórskich (ok. 1607)
- Jan Dzwonowski, Sejmu domowego [walnego] artykułów sześć (1608; w wydaniach późniejszych drukowano ten utwór pt. Sejm albo Konstytucje domowe)
- Jan Dzwonowski, Statut, to jest artykuły prawne, jako sądzić lotry i kuglarze jawne (1611)
- Januarius Sowizralius, Peregrynacja dziadowska (1612)
- Januarius Sowizralius, Peregrynacja Maćkowa (1612)
- Jan z Wychylówki, Kiermasz wieśniacki (ok. 1613-1615)
- Minucje nowe Sowiżrzalowe przez autora starego Maurycjusza Trztyprztyckiego
- Jan Żabczyc, Kalendarz wieczny (ok. 1614)
- Jan z Kijan, Fraszki Sowizdrzała Nowego (1614)
- Komedia rybaltowska nowa (1615)
- Fraszki nowe Sowiźrzalowe (1615)
- Sejm piekielny (po 1615)
- Sejm bialoglowski (przed 1617)
- Zwrócenie Matyjasza z Podola (1619)
- Jan Dzwonowski, Niepospolite ruszenie abo Gęsia wojna (1621)
- Nędza z Biedą z Polski idą (ok.1624)
- Rybalt stary wędrowny (1632)
- Szkolna mizeria (1633)
- Genealogia Nisidesa z Gratisem (1635)
- Poswarek tabaki z gorzałką w którym dostatecznie opisują się obojga tych własności i skutki, napisany kwoli tabacznym i gorzałczanym panom, a dobrym kompanom (1636)
- Albertus-rotmistrz, [w:] Bacchanalia, czyli Dialogi z intermediami, reprezentowane na teatrach szkolnych (1640)
- Prawdziwa jazda Bartosza Mazura jednego do Litwy na służbę podczas trybunału roku 1643 wyprawiającego się. Gdzie się dostatecznie opisuje przypowieść: "Ze dżdżu pod rynnę" (1643)
- Józef Pięknorzycki, Z nowinami torba kursorska (1645)
- Zbiór różnych anegdot i śmieszących przypowieści na kształt torby z nowinami Józefa Pięknorzyckiego (ok. 1645)
- Sakwy w których nie dla koni, ale dla ludzi tych, którzy nowiny lubią smaczne i osobliwe, obroki urobione od Cadasylana Nowohrackiego na Krempaku [wydanie krytyczne: K. Nowokracki, Fraszki i facecje, oprac. R. Grześkowiak, Warszawa 2009, "Biblioteka Dawnej Literatury Popularnej i Okolicznościowej", t. 5, ISBN 978-83-7543-093-6. Edycja zawiera także odnaleziony przez wydawcę zbiór fraszek Nowokrackiego Burleszki]
- Naenia albo Wiersz żałosny na śmierć wielmożnego pana, jegomości pana Matysa Odludka, książęcia ultajskiego, wielkiego hetmana lotrowskiego